# ライアットゲームズ
ライアットゲームズ（英語: Riot Games, Inc.）は、2006年に設立されたアメリカ合衆国カリフォルニア州ウェスト・ロサンゼルスに本社を置くコンピュータゲームの開発・販売企業。eスポーツトーナメントの組織。

## 概要
Riot Gamesは、南カリフォルニア大学在学時にルームメイトであったブランドン・ベックとマーク・メリルによって2006年9月に設立された。彼らは新しいコンピュータゲームの開発をするのではなく、既にリリースされたゲームを継続的に改善し、提供する会社を作り出そうとした。2011年2月、中国のゲーム事業大手であるテンセントがRiot Gamesの株式の過半数を買収し、2015年12月には完全に買収した。2018年5月時点で世界に24の拠点を展開しており、2,500人のスタッフを雇用している。
同社は、世界的にも有名なMOBAタイトル『League of Legends』(LoL) の開発・運営元として知られる。LoLは、2009年10月に最初にリリースされ、2013年には最もアクティブプレイヤー数の多いゲームとなった。2011年以降、League of Legends World ChampionshipやLeague of Legends Championship Seriesといった大規模なイベントを含む、様々なeスポーツトーナメントを開催・運営している。

## 歴史
- 2006年 - カリフォルニア州サンタモニカで創業。
- 2008年 - 『League of Legends』の提供開始。
- 2011年 - 中国企業テンセントに買収される[9]。
- 2014年4月23日 - 東京都港区六本木6-10-1 六本木ヒルズ森タワー34Fに日本支社「合同会社ライアットゲームズ」を設立[10]。
- 2015年 - 本社をカリフォルニア州ウェスト・ロサンゼルスに移転。
- 2020年6月2日 - 『VALORANT』の提供開始。